# Douglas D-558-1 Skystreak
I Douglas D-558-1 Skystreak (citati anche, indifferentemente, come D-558-I) furono una famiglia di aeroplani sperimentali statunitensi costruiti dalla Douglas Aircraft Company in collaborazione con il National Advisory Committee for Aeronautics (NACA) e con la U.S. Navy nell'ambito del programma di ricerca denominato D-558. Avviato a metà degli anni quaranta, tale programma vide la costruzione di tre D-558-1 ad ala dritta e di altrettanti D-558-2 con ala a freccia; gli Skystreak volarono tra il 1947 e il 1953 in una lunga serie di test sull'aerodinamica delle velocità transoniche. Nel corso di questi voli vennero battuti due record di velocità.

## Storia

### Sviluppo

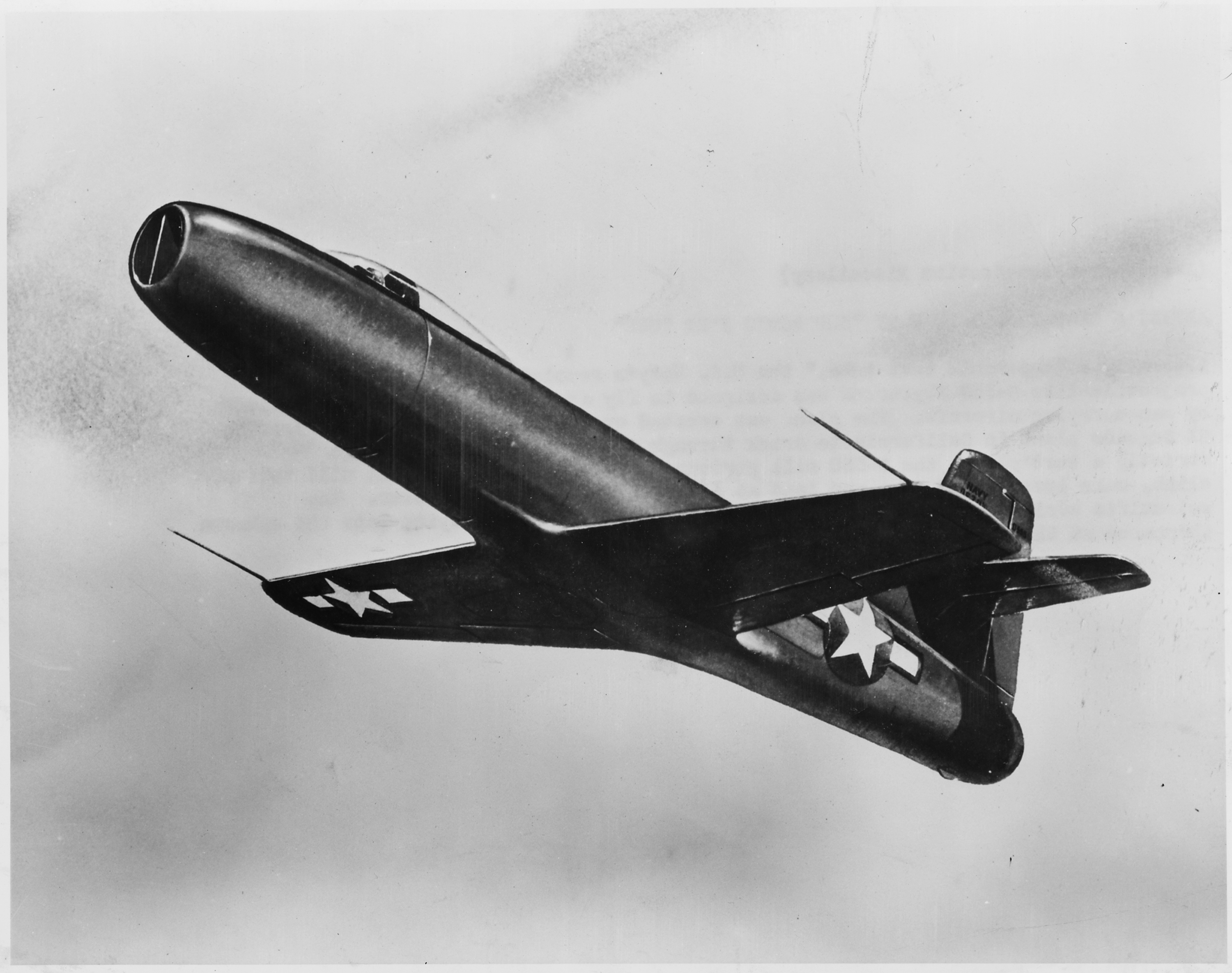
Questo disegno dello Skystreak rende evidente la forma caratteristica che valse all'aereo il soprannome di Flying test tube, "provetta volante".

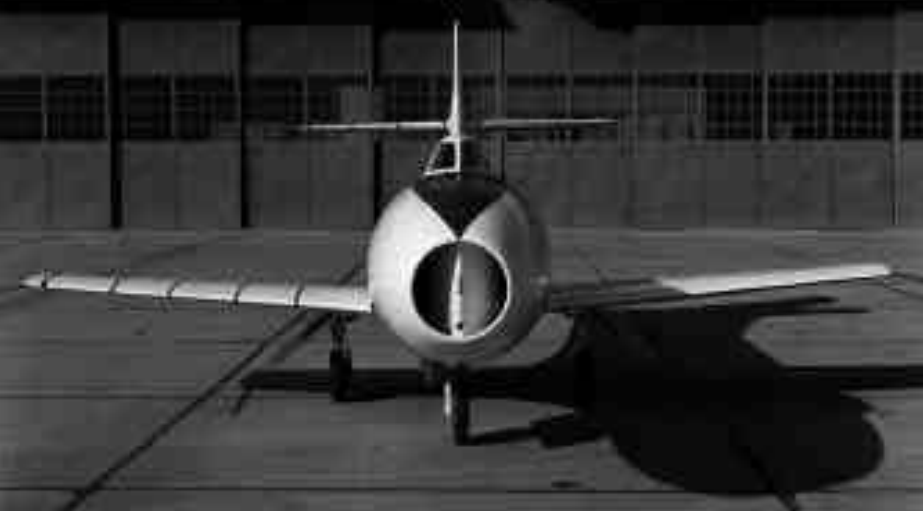
Questa immagine frontale del D-558-1 mette in evidenza l'ampia presa d'aria del motore e la struttura che divideva in due il flusso per farlo girare intorno all'abitacolo che alloggiava il pilota.

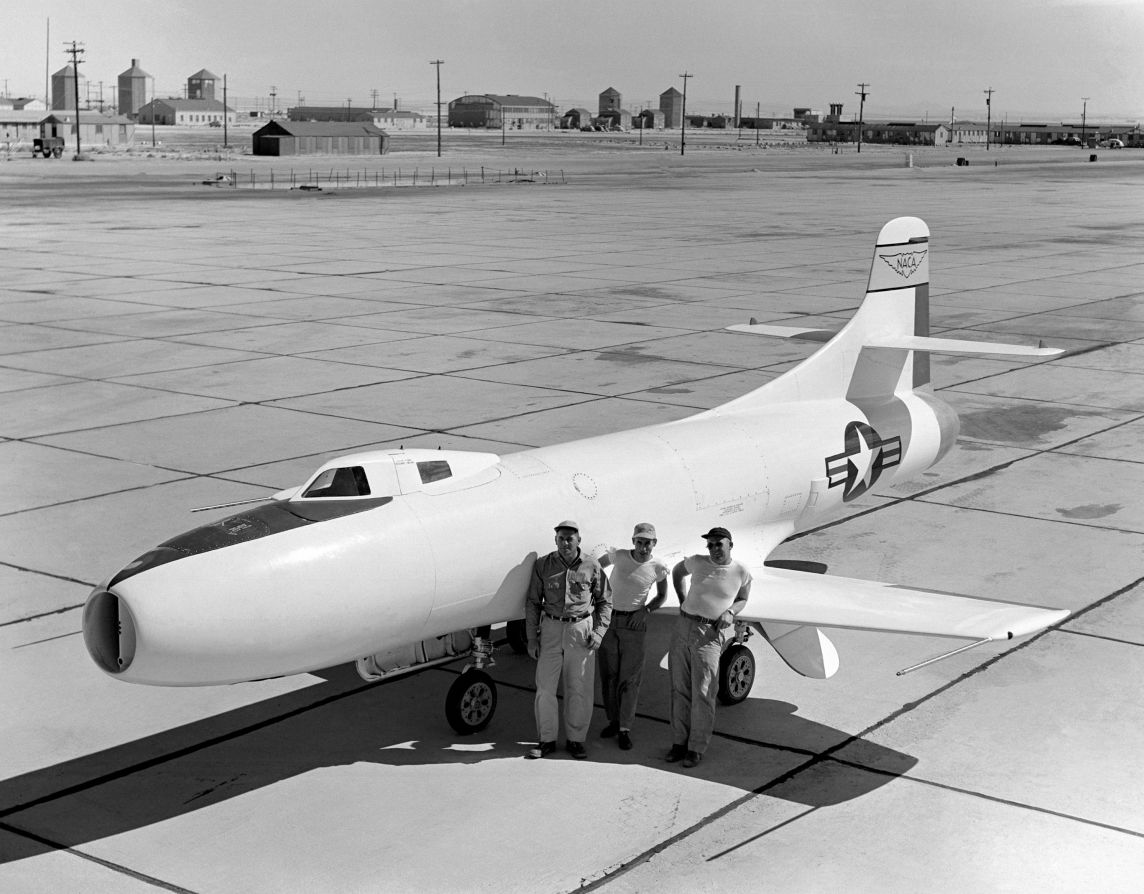
Alcuni avieri posano davanti a un D-558-1; l'aereo era molto piccolo, la fusoliera essendo appena grande abbastanza per contenere il motore a turbogetto del velivolo.

Il Douglas D-558-1 fu il risultato di un programma di ricerca finanziato dalla marina militare statunitense, la U.S. Navy, e portato avanti in collaborazione con la ditta di costruzioni aeronautiche Douglas Aircraft Company e con la NACA, la principale istituzione statunitense per la ricerca aeronautica. Tale programma, noto come D-558, nacque dalla risposta della Douglas a una specifica della marina stesa dal tenente Abraham Hyatt nel 1944; era finalizzato originariamente a studiare il comportamento dei velivoli nel regime transonico (tra circa Mach 0,75 e Mach 1,25, cioè a velocità comprese fra tre quarti e cinque quarti della velocità del suono). Quando a metà degli anni quaranta ebbe inizio il programma, infatti, l'aerodinamica delle alte velocità subsoniche era in gran parte sconosciuta ed esigenze di tipo militare, oltre che scientifico, imponevano che la fattibilità pratica del volo transonico e supersonico venisse studiata approfonditamente.
I ruoli degli enti che collaborarono al progetto erano suddivisi come segue: la Douglas, responsabile della progettazione e della costruzione dei velivoli, oltre che della loro manutenzione, aveva il diritto di condurre per conto proprio un programma di voli sperimentali per studiare le prestazioni e le caratteristiche degli aerei; inoltre si occupava tutte le modifiche al progetto e alle macchine. La Muroc Flight Test Unit della NACA, rinominata nel 1949 come High-Speed Flight Research Station (e oggi nota come Dryden Flight Research Center) acquistava il carburante e l'olio dall'U.S. Army Air Forces (U.S. Air Force a partire dal 1947), forniva e installava la strumentazione scientifica, portava a termine autonomamente i voli sperimentali degli Skystreak n. 2 e n. 3 e si occupava della manutenzione di routine su di essi. La marina pagava le spese della Douglas, incluse quelle per le riparazioni e le sostituzioni dei motori; inoltre i suoi piloti eseguirono alcuni dei voli.
Mentre la Douglas e la U.S. Navy portavano avanti il programma D-558, la Bell Aircraft Corporation faceva procedere in parallelo, in collaborazione con lo U.S. Army, il programma XS-1 – il quale avrebbe portato nel 1947 al primo volo supersonico della storia. Mentre la Bell e l'esercito si dedicarono allo sviluppo di un velivolo a razzo, capace di alte velocità e accelerazioni ma dotato di un'autonomia molto ridotta, la Douglas e la marina (seguendo la visione della NACA) preferirono impiegare sul loro D-558 un motore a turbogetto, che consentiva di rimanere in volo per periodi più prolungati e permetteva quindi di raccogliere quantità proporzionalmente maggiori di dati.
Nel 1945 ebbero luogo negli Stati Uniti due conferenze di presentazione di simulacri per il D-558; durante la seconda di queste conferenze, che si tenne tra il 14 e il 17 agosto, si decise di dividere il programma D-558 in due fasi. Una prima fase, che si poneva l'obiettivo di esplorare le possibilità dei velivoli transonici ad ala dritta, avrebbe portato alla costruzione di tre esemplari del velivolo sperimentale Douglas D-558-1 Skystreak. Una seconda fase, che prevedeva la costruzione di un velivolo sperimentale ad ala a freccia e aveva l'obiettivo di studiare il comportamento in volo di questo tipo di velatura, avrebbe portato al Douglas D-558-2 Skyrocket. Per una trattazione delle vicende del D-558-2 si rimanda alla voce specifica.
Per il programma D-558, che portò quindi alla costruzione di un totale di 6 aeroplani, erano stati stanziati 6 888 444,80 dollari. I lavori per la costruzione del primo Skystreak, condotti sotto la guida del capo progettista della Douglas Ed Heinemann, si conclusero nel 1947.

### Tecnica
La necessità di un velivolo per la ricerca nel campo delle velocità transoniche fu il risultato di due fattori che si manifestarono negli anni quaranta: da un lato, l'assenza di dati accurati provenienti da esperimenti in galleria del vento sull'aerodinamica delle velocità comprese tra circa Mach 0,75 e Mach 1,25; dall'altro, il fatto che alcuni velivoli militari (per esempio il Lockheed P-38 Lightning) riuscivano già allora a raggiungere in picchiata velocità prossime a Mach 1, subendone spesso gravi danni – causati da fenomeni di aeroelasticità e di turbolenze che, a velocità vicine a quella del suono, generavano onde d'urto pericolose.
I rappresentanti della comunità aeronautica – e specialmente la NACA, l'USAAF e l'U.S. Navy – si accordarono allora sulla necessità di costruire un aereo sperimentale con una robustezza strutturale sufficiente a sopportare le sollecitazioni dovute a effetti di compressibilità dell'aria a velocità transoniche.
Il Douglas D-558-1 Skystreak era dunque un piccolo, robusto monoplano dalla configurazione tutto sommato abbastanza tradizionale, caratterizzato dall'ala media dritta, dagli impennaggi cruciformi posteriori e dal carrello triciclo anteriore. Per la progettazione vennero sfruttate le informazioni messe a disposizione dalle gallerie del vento della NACA; quando furono pronti i simulacri del velivolo, inoltre, anch'essi vennero provati nei laboratori della NACA oltre che in quelli del California Institute of Technology. La NACA influenzò la Douglas nella progettazione anche mettendo a disposizione il profilo alare (un NACA 65 con uno spessore del 10% della corda) e facendo in modo che lo stabilizzatore orizzontale venisse piazzato in alto, a metà dell'altezza della deriva verticale, per evitare l'interferenza delle turbolenze dovute all'ala. Sempre per influenza della NACA lo stabilizzatore era (come anche sull'X-1 della Bell) più sottile dell'ala, per evitare la sovrapposizione delle onde d'urto, ed era interamente mobile per prevenire possibili perdite di controllo nel caso che le variazioni di densità dell'aria rendessero inefficaci gli equilibratori.
La fusoliera cilindrica era disegnata con l'obiettivo di costruire il più piccolo velivolo possibile intorno a un motore a turbogetto tra i più voluminosi e potenti disponibili all'epoca, il TG-180 sviluppato dalla General Electrics e costruito dalla Allison Engine Company come Allison J35. Questo valse al D-558-1 il soprannome di Flying test tube, "provetta volante". L'interno dell'aereo era quasi completamente occupato dai condotti della presa d'aria del motore, dal piccolo abitacolo, dalla voluminosa strumentazione scientifica e dalla gamba anteriore del carrello d'atterraggio. L'ala alloggiava i serbatoi del carburante e le sottili ruote del carrello principale, progettate appositamente per potersi retrarre nel suo esiguo spessore.
La struttura delle ali e della coda era prevalentemente in alluminio, mentre la fusoliera aveva una struttura in alluminio rivestita da fogli di magnesio. Nell'ala erano presenti 400 forellini che alloggiavano sensori di pressione. Il fattore di carico massimo (ultimate load) che l'aereo poteva sopportare era di 18 g.
La strumentazione del D-558-1 era molto sofisticata. I tecnici specializzati presso la Muroc Flight Test Unit della NACA, diretti da Gerald M. Truszynski, installarono sull'aereo: un oscilloscopio a 12 canali capace di registrare i dati sulla deformazione delle strutture; un manometro con 60 capsule per registrare la distribuzione della pressione sulle superfici; trasmettitori per analizzare i dati delle forze applicate sulla barra di comando e sulla pedaliera; sensori per la registrazione della posizione degli alettoni, degli equilibratori e del timone; un accelerometro; un telemetro e le apparecchiature necessarie per registrare e per trasmettere i dati sulla velocità indicata, sull'altitudine, sull'accelerazione e sulle variazioni di assetto rispetto all'asse verticale; una telecamera per registrare le letture degli strumenti sul pannello di controllo del pilota. Questa complessa strumentazione pesava in totale 287 chilogrammi (634 libbre); fu pronta per essere installata sullo Skystreak n. 2 verso la fine dell'autunno 1947.
Allo Skystreak mancava un sistema per l'eiezione di emergenza del seggiolino del pilota. Il team che progettò l'aereo prese in considerazione la possibilità di installare un dispositivo di questo tipo, ma i calcoli dimostrarono che la spinta necessaria per lanciare il sedile abbastanza in alto da evitare l'impatto con i piani di coda dell'aereo era talmente elevata da superare i limiti di resistenza dell'organismo umano. Perciò la Douglas dotò il D-558-1 di una sezione frontale sganciabile dalla quale il pilota poteva lanciarsi più facilmente in caso di emergenza, a patto che l'aeroplano si trovasse a una quota sufficientemente elevata.

### Impiego operativo
I tre Skystreak volarono in totale 229 volte tra il 1947 e il 1953; 101 di questi voli vennero portati a termine dal primo velivolo costruito, lo Skystreak n. 1 (matricola 37970, NACA 140), 46 furono eseguiti dallo Skystreak n. 2 (matricola 37971, NACA 141) e altri 82 dallo Skystreak n. 3 (matricola 37972, NACA 142). I voli del NACA 140 avvennero tutti nell'ambito di un programma sperimentale che la Douglas (in quanto ditta appaltatrice del contratto) portò avanti al fine di valutare le caratteristiche dell'aereo. Tuttavia alcuni di questi voli vennero compiuti da piloti della marina: in particolare il comandante dell'U.S. Navy Turner F. Caldwell, il 20 agosto 1947, fece compiere al NACA 140 quattro passaggi in volo alla velocità media di 1 031,047 chilometri orari (556,721 nodi o 640,663 miglia orarie), stabilendo un nuovo record mondiale di velocità; appena cinque giorni più tardi, il 25, il maggiore dei Marines Marion Carl batté nuovamente tale record, volando con il NACA 141 su un percorso simile a una velocità media di 1 047,354 chilometri orari (565,526 nodi o 650,796 miglia orarie). La NACA comunque non impiegò mai lo Skystreak n. 1 in volo con i suoi piloti.
Il NACA 141 compì 27 voli con piloti della Douglas, della Navy e dei Marines prima di ricevere la strumentazione scientifica adatta ai voli della NACA, tutti svolti con Howard C. Lilly ai comandi. Anche se i NACA 140 e 141 erano stati inizialmente dipinti di colore scarlatto per migliorare la visibilità (il che, insieme alla loro forma, giustifica il soprannome di Crimson test tube, "provetta cremisi"), il personale sia della Douglas che della NACA stessa si rese conto ben presto che il rosso era difficile da distinguere contro il cielo blu scuro sopra il deserto californiano. Nell'inverno 1947-1948, per ovviare a questo problema, la NACA ridipinse il 141 in bianco.

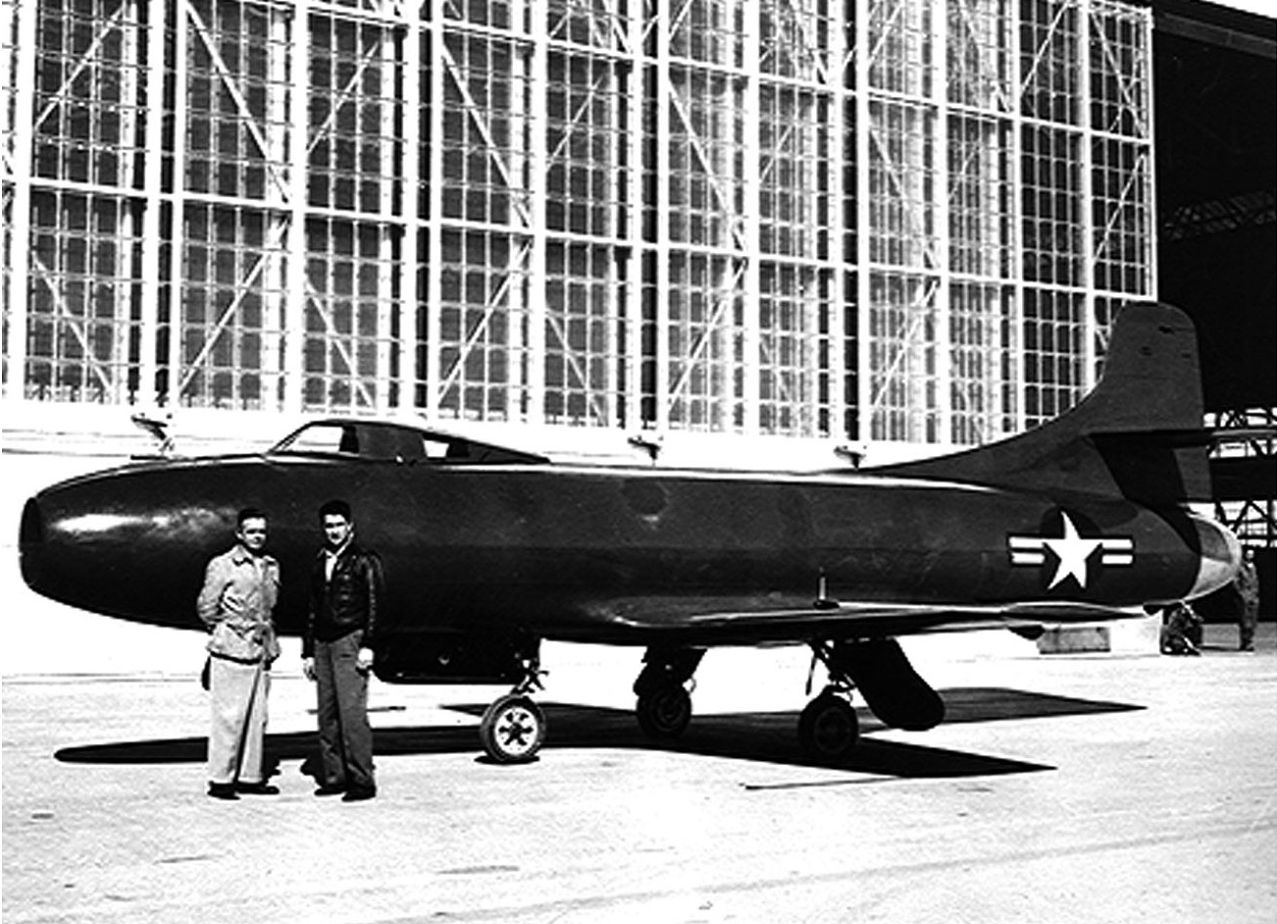
Il Douglas D-558-1 Skystreak n. 2 (NACA 141) fotografato nel 1947 nella sua originale colorazione rossa (che venne poi abbandonata in favore di una livrea bianca, più visibile). Davanti all'aereo i piloti collaudatori Eugene May della Douglas (sulla sinistra) e Howard Lilly della NACA (sulla destra).

Nella primavera del 1948, Lilly portò a termine cinque voli di ricerca nel corso dei quali raccolse dati sulla stabilità direzionale. Il 29 aprile raggiunse la velocità di Mach 0,88 (circa 933 chilometri orari) a una quota di 10 972 metri (36 000 piedi). Nel suo volo successivo, tuttavia, il compressore del motore J-35 si disintegrò, tagliando i cavi che azionavano il timone e gli equilibratori e causando così una quasi totale perdita di controllo sull'aereo a una quota e a una velocità relativamente basse. Lilly morì nello schianto che ne seguì. In seguito alle raccomandazioni ricevute dalla commissione che indagò sull'incidente, i tecnici della Douglas aggiunsero al NACA 142 (giunto alla fase finale della sua costruzione) un secondo gruppo di cavi di controllo, blindature a protezione della pompa e dei condotti di emergenza per il carburante e un sistema di tubazioni metalliche; nel frattempo l'aereo venne ridipinto in bianco.

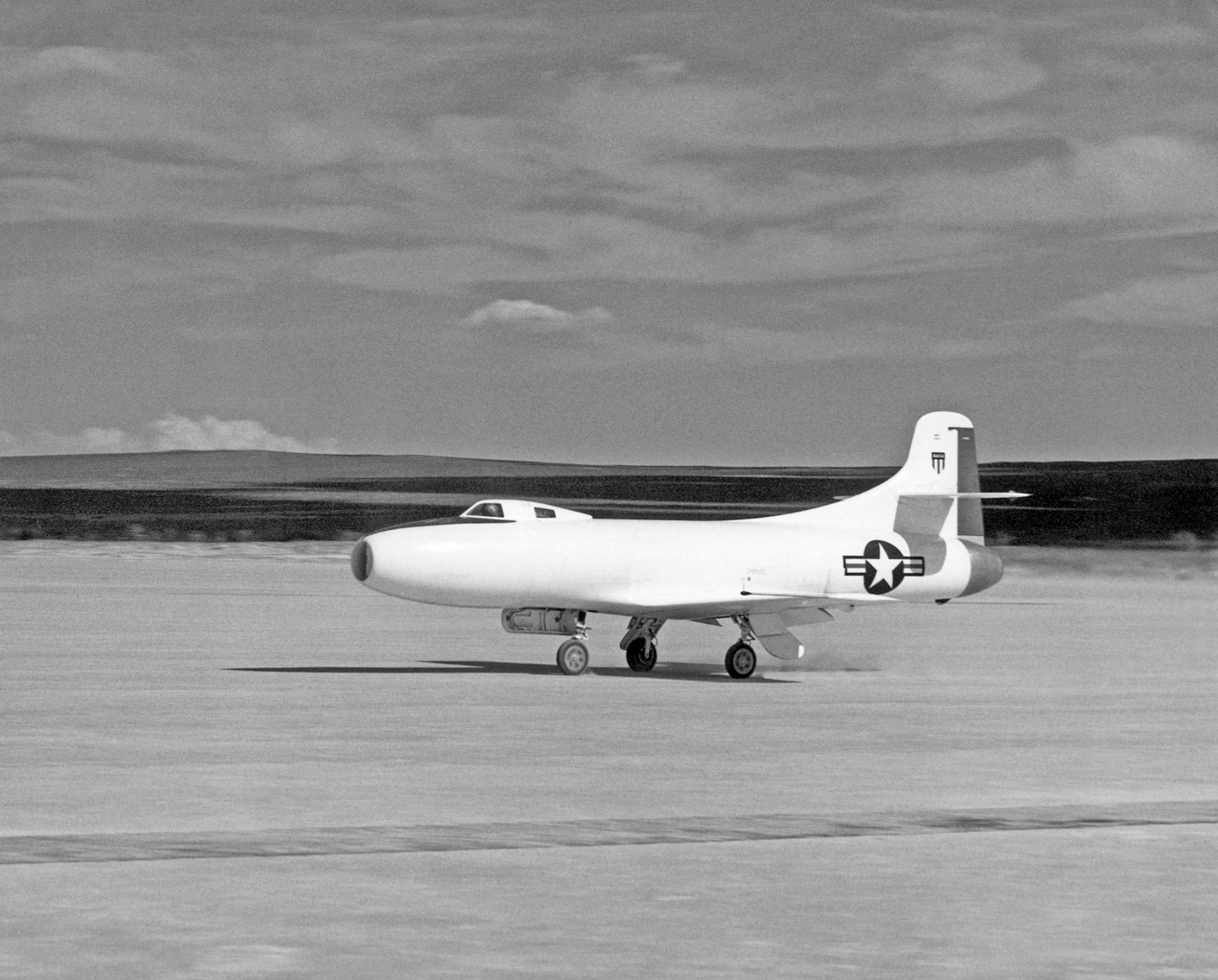
Uno Skystreak in fase atterraggio fotografato nel 1949.

Nel 1949 i piloti della NACA Robert A. Champine e John H. Griffith cominciarono a volare con il NACA 142, lo Skyrocket n.3, raccogliendo dati sulla manovrabilità del velivolo, sull'efficacia degli alettoni e sulla distribuzione della pressione sulle superfici. Il 29 novembre 1950, in seguito alla conclusione nel giugno di approfonditi studi proprio sulla distribuzione della pressione, il pilota della NACA A. Scott Crossfield cominciò una serie di test sui fenomeni di aeroelasticità, sui carichi in coda e sulla stabilità longitudinale che durarono fino all'ottobre 1951. Anche i collaudatori Walter P. Jones e Joseph A. Walker, sempre della NACA, parteciparono a questa serie di prove.
Crossfield e altri uomini della NACA, Stanley P. Butchart e John B. McKay, eseguirono poi una serie di voli in cui raccolsero altri dati sulla stabilità laterale e dinamica, che durarono dal giugno 1952 all'aprile 1953. A questo fece seguito lo studio, da parte di MacKay e Crossfield, degli effetti aerodinamici legati all'installazione di serbatoi di carburante supplementari alle estremità alari. Con questo, il 10 giugno 1953, si concluse ai comandi di Crossfield l'ultima missione dello Skystreak.
Pur essendo più lento dei suoi omologhi contemporanei Bell X-1 e Douglas D-558-2, entrambi dotati di motori a razzo, lo Skystreak consentì di portare a termine ricerche importanti come aeroplano sperimentale transonico di prima generazione. Persino la perdita del NACA 141 e del suo pilota, Howard Lilly, è considerata un fatto importante – in quanto rese evidenti i rischi connessi con il volo sperimentale; di conseguenza, le modifiche apportate allo Skystreak per migliorare la sua sicurezza furono poi applicate anche ad altri aeroplani destinati alla ricerca, come ad esempio il Northrop X-4 e il Bell X-5.
Insieme all'X-1 e al D-558-2, lo Skystreak fu una delle poche fonti di dati sulle caratteristiche aerodinamiche del volo transonico disponibili nel periodo 1947-1950, e contribuì con una mole considerevole di informazioni alla ricerca sull'argomento fintanto che la NACA non sviluppò una nuova generazione di gallerie del vento. Questo aereo, inoltre, consentì di stabilire una relazione tra i dati provenienti dalle gallerie del vento e quelli provenienti dai test in volo, permettendo di verificare i limiti di attendibilità delle prove in laboratorio; in tal modo contribuì anche, indirettamente, allo sviluppo delle gallerie del vento stesse e all'evoluzione del loro impiego come strumenti scientifici. Rappresentando quanto di più avanzato la tecnologia aeronautica dell'epoca aveva da offrire, infine, lo Skystreak permise di sperimentare sul campo il comportamento di alcuni componenti tecnologici estremamente innovativi. I dati raccolti nel corso del programma furono alla base dei progressi nel campo della controllabilità, della stabilità, dell'uso dei piani di coda che avrebbero permesso all'industria aeronautica statunitense di mettere a disposizione delle forze armate americane, nel corso degli anni cinquanta, i moderni velivoli della Century Series.

## Utilizzatori
Stati Uniti
- Douglas Aircraft Company
- National Advisory Committee for Aeronautics
- U.S. Navy

## Esemplari attualmente esistenti
Due dei tre esemplari costruiti sono sopravvissuti, e sono attualmente conservati presso istituzioni museali.
- Il primo Skystreak, NACA 140, è esposto presso il National Museum of Naval Aviation di Pensacola, in Florida.[14]
- Il terzo esemplare costruito, NACA 142, è conservato al Marine Corps Air-Ground Museum di Quantico, in Virginia.[14]

## Note

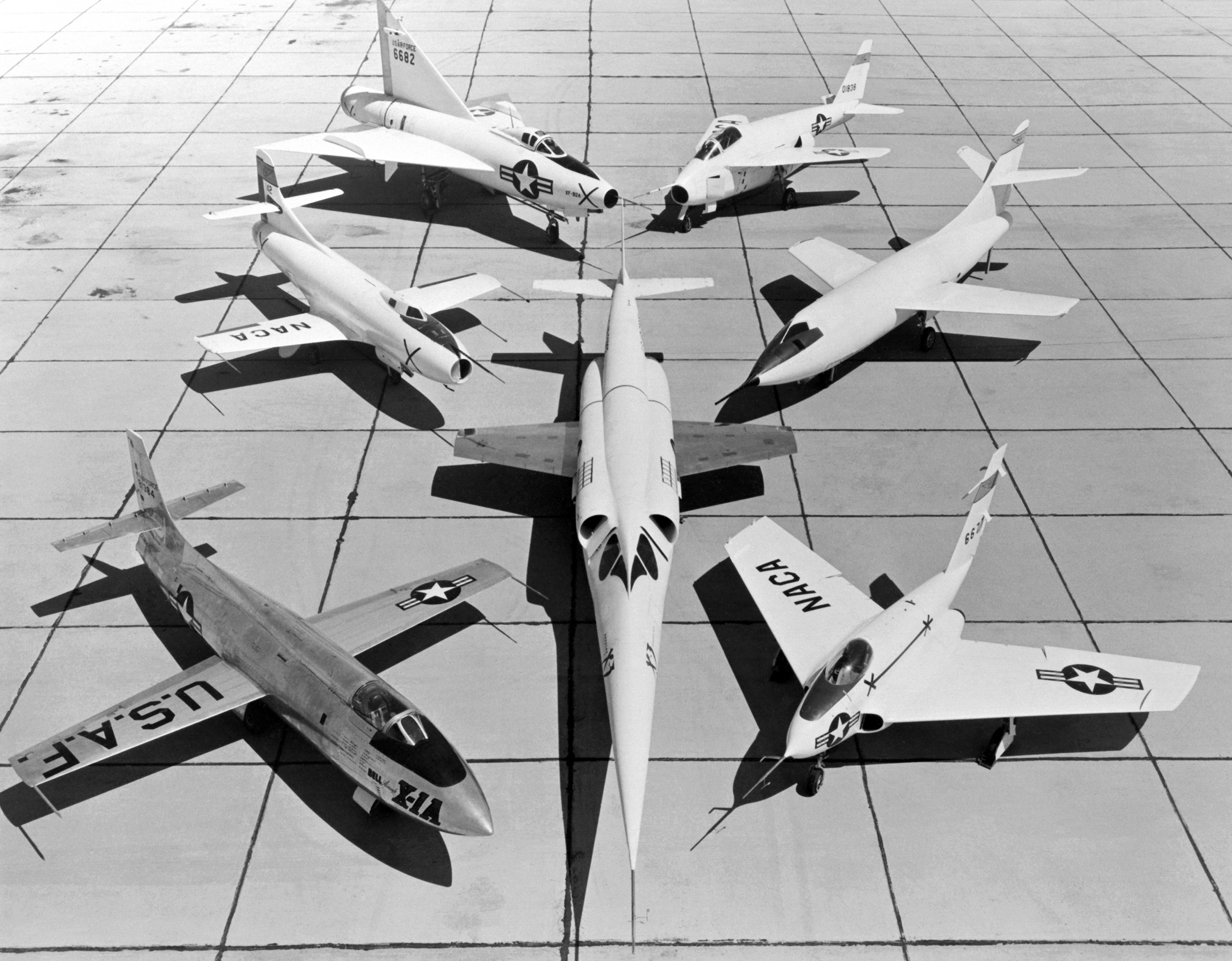
"Foto di gruppo" di alcuni aerei X, velivoli sperimentali statunitensi, della prima generazione; il D-558-1 è in seconda fila sulla sinistra.